# 266

266(이백육십육)은 265보다 크고 267보다 작은 자연수다.

## 수학
- 합성수로, 그 약수는 1, 2, 7, 14, 19, 38, 133, 266이다. 진약수의 합은 214이므로, 266은 부족수다.
- 27번째 쐐기수다. 앞의 쐐기수는 258, 다음 쐐기수는 273이다.
- {\displaystyle 11^{3}-1}, {\displaystyle 39^{3}-1}은 266으로 나누어떨어진다.

## 과학
- NGC 266(영어판): 물고기자리 방향에 있는 막대나선은하.

## 교통
- 일본 266번 국도(일본어판): 구마모토현 아마쿠사시에서 구마모토시 주오구까지 이어지는 일본의 국도.
- 현도 제266호선

## 군사
- U-266(영어판): 제2차 세계 대전에 사용된 나치 독일의 군용 잠수함.

## 문화유산
- 대한민국의 국보 제266호: 초조본 대방광불화엄경 주본 권2,75
- 대한민국의 보물 제266호: 합천 청량사 삼층석탑
- 대한민국의 사적 제266호: 부산 동삼동 패총

## 방송
- 지니 TV의 더라이프2 채널 번호.
- B tv의 OUN 방송대학TV 채널 번호.

## 기타
- 연도: 266년, 기원전 266년
- 레소토의 국제전화 국가번호.
- 266: 대한민국에 존재했던 힙합 그룹.